# ペイガンメタル
ペイガンメタル（Pagan Metal）は、ヘヴィメタルのサブジャンルのひとつ。土着の宗教や文化を尊重する、いわゆるペイガニズム的思想を軸とする音楽性を持つものを指す用語である。思想的背景はフォークメタル、ブラックメタル、ヴァイキングメタルと共通する部分が多い。

## 概要
ペイガンメタルの基礎となっているペイガニズム思想は、土着宗教・文化を尊重することから、従属的に"反キリスト教"、"反グローバリズム主義"的要素を持ち、またティン・ホイッスルなどの民族楽器の多用や、英語ではなく地元の言語を歌詞やバンド名に使用するなどの傾向も見られる。これらの要素から、ブラックメタル、フォークメタルとの類似性の強いジャンルとなっている。また、ヴァイキングメタルはペイガンメタルの一種であるとも位置づけられる。
ブラックメタル、というジャンルの思想を一言で言えば"キリスト教への反抗"になるが、これを大きく2種類に分けると「サタニズム（悪魔主義）」、「ペイガニズム（土着宗教への従属）」となり、前者は「キリスト教内部での反抗」で、後者は「キリスト教の外部からの反抗」と言える。このことから、ペイガンメタルはブラックメタルの一部分（サタニズム以外の部分）と捉えることができる。実際のところ、初期のブラックメタルミュージシャンは、実際にサタニスト（悪魔主義者）であるかはともかく、サタニックなビジュアルや歌詞を用いていたバンドが少なくなかったが、第二世代と言われるシーンの中心となった「ブラックメタル・インナーサークル」がスカンディナビア半島からのキリスト教そのものの排撃を主張し、土着宗教を復興させるという目標を掲げたことは、ブラックメタルというジャンルにおけるペイガニズムの台頭を示しているといえる。
ペイガンメタルはフォークメタルと同様、国や地域、信奉する宗教や文化などによってバンド毎に特徴が異なっている。この中で、北欧のヴァイキングを主題としたヴァイキングメタルはこれらのジャンルの中でも活動が盛んで、一つのジャンルとして確立されている。
2014年11月には、"アジア初のペイガンメタルフェス"と銘打った『ペイガンメタル・アライアンス』（Pagan Metal Alliance）なる音楽フェスが日本で開催され、エイルストーム、ムーンソロウ、エンシフェルム、オーファンド・ランド、ヒポクラス (HYPOCRAS) に加え、日本のEthereal Sinが参加した。2016年1月には『ペイガンメタル・アライアンス Vol.2』が開催予定とのことである。

## 代表的なバンド
- アブサード
- アモン・アマース
- エイルストーム（英語版）
- アモルフィス
- アルコナ
- バソリー
- ブリュミル
- ブコビナ（ポーランド語版）
- バタフライ・テンプル（ドイツ語版）
- ソニック
- エルヴェイティ
- エンシフェルム
- Fferyllt（英語版）
- フィントロール
- Forefather（英語版）
- ヘオル・テルウェン
- イン・ザ・ウッズ（英語版）
- カンプファー（英語版）
- Kanseil（英語版）
- Kawir（ドイツ語版）
- Kivimetsän Druidi（英語版）
- コルピクラーニ
- モーネガルム
- メレケシュ（英語版）
- メッツァトル
- ムーンソロウ
- ミソティン（英語版）
- Obtest（英語版）
- オーファンド・ランド（英語版）
- ペイガンレイン（ポーランド語版）
- Primordial（英語版）
- Satarial（ロシア語版）
- スカイクラッド
- スカイフォージャー（英語版）
- スイダクラ
- Temnozor（ドイツ語版）
- Tengger Cavalry（英語版）
- チュリサス
- ティア
- Welicoruss（英語版）
- ウィンターサン
- ウィスパード（フィンランド語版）
- ウルフチャント